# Юган Ларссон
Юган Ларссон (швед. Johan Larsson; (25 липня 1992, Лау, Швеція) — шведський хокеїст, лівий нападник. Виступає за команду ШХЛ «Брюнес ІФ». У Драфті НХЛ 2010 року був обраний під загальним п'ятдесят шостим номером командою «Міннесота Вайлд».

## Ігрова кар'єра

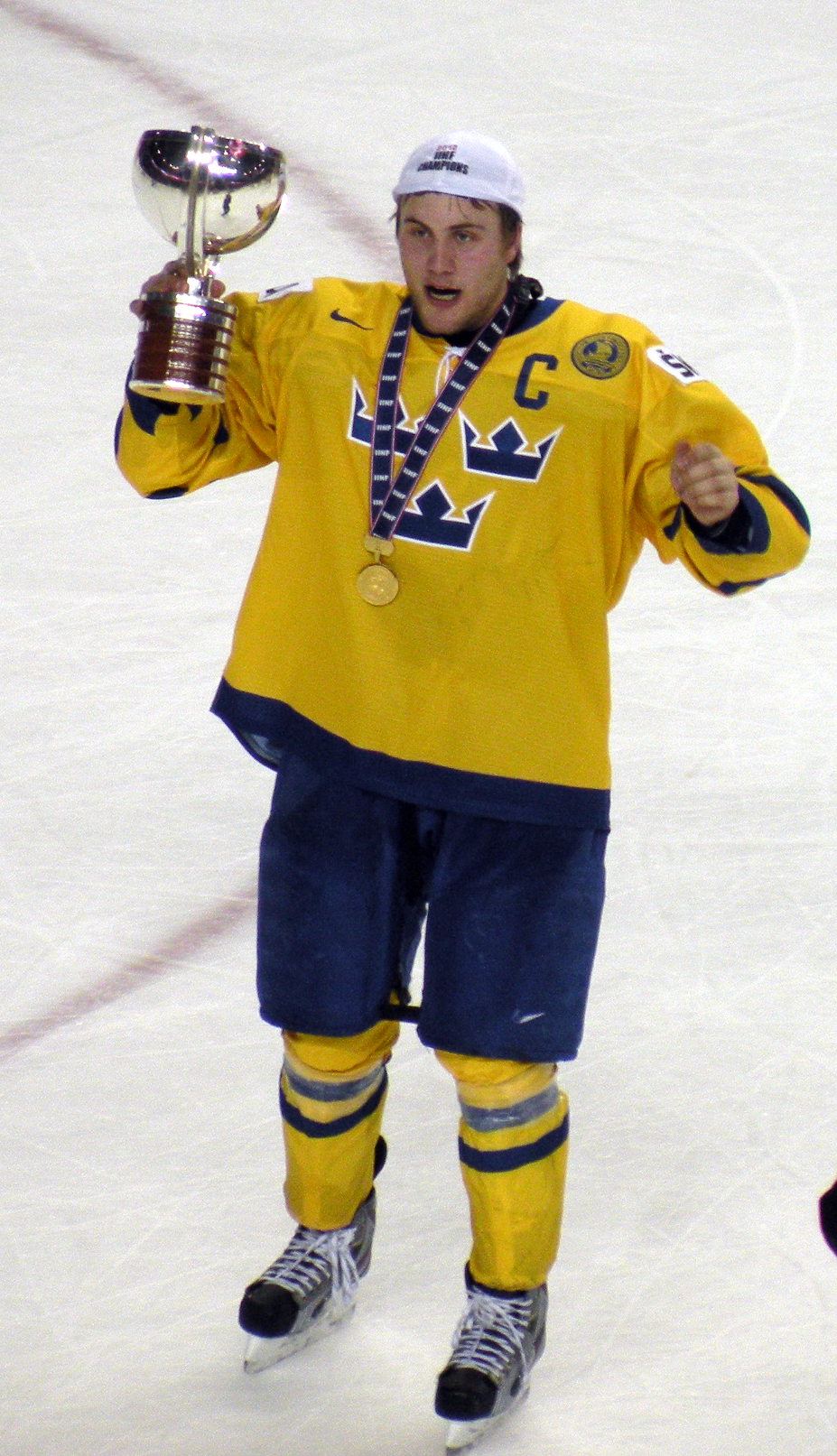
Юган Ларссон з головним призом на молодіжному чемпіонаті світу 2012 року

Юган дебютував у складі клубу Брюнес ІФ (Елітсерія) 16 вересня 2010, проти МОДО. 23 вересня записав перше очко (результативна передача) до свого активу у матчі проти Юргорден 2:2. Перший гол в Елітсерії забив 15 січня 2011 у ворота Йоакима Ерікссона (Шеллефтео).
1 жовтня 2010 року, Ларссон уклав контракт із Брюнес ІФ на два роки. У сезоні 2011/12 років отримує приз Новачок року. Набравши 9 очок у 16 іграх плей-оф разом з командою стає чемпіоном Швеції 2012 року.
18 травня 2011, Юган також підписав контракт з клубом НХЛ «Міннесота Вайлд» на три роки, але був відданий в оренду Брюнес ІФ до кінця сезону 2011/12.
З метою продовжити свою кар'єру в НХЛ, Юган переїхав до Північної Америки, де почав виступати за клуб АХЛ «Г'юстон Аерос», в тому числі під час локауту сезону 2012/13. Дебютний матч 17 лютого 2013 року лишився єдиним матчем у складі «Міннесота Вайлд».
3 квітня 2013, Ларссон був придбаний «Баффало Сейбрс» разом з воротарем Метью Гаккеттом в обмін на Джейсона Помінвіля. У складі «Баффало» у свій перший сезон відіграв 28 матчів зробив лише чотири результативні передачі, більшу частину сезону провів у складі фарм-клубу «Рочестер Американс». 
У сезоні 2017–18 сторони уклали новий дворічний контракт.
12 липня 2019 року, Ларссон продовжив контракт з «Сейбрс» ще на один рік.
10 жовтня 2020 року швед підписав дворічну угоду з клубом «Аризона Койотс».
21 березня 2022 року Юган знову змінив команду, цього разу на «Вашингтон Кепіталс».
12 серпня 2022 року Ларссон повернувся на батьківщину, де продовжив виступи за рідний клуб Брюнес ІФ.

## Збірні
В активі Ларссона 18 матчів у складі національної збірної, дебютував 30 березня 2011 року у матчі проти збірної Латвії, перемогли 4:1.
Найбільші успіхи пов'язані з юніорською та молодіжної збірними Швеції. У 2010 році на чемпіонаті світу U18, Ларссон разом із збірною Швеції став срібним призером поступившись збірній США. У 2012 на чемпіонаті світу U20, він був капітаном, а шведи виграли золоті медалі, перемігши збірну Росії у фіналі з рахунком 1:0. Для Швеції ця медаль стала другою золотою медаллю (перше чемпіонство було завойовано у 1981 році).

## Досягнення
- Чемпіон світу — 2018.